# Yoav
Yoav Sadan (* 15. Oktober 1975 in Tel Aviv, Israel) ist ein israelisch-südafrikanischer Singer-Songwriter. Sein Debütalbum Charmed & Strange wurde im Frühjahr 2008 veröffentlicht.

## Leben
Yoav Sadan brach das College ab und verbrachte ein Jahr in London, um die Demos seiner Songs bei kleinen Plattenfirmen vorzustellen. Nachdem seine Cousine bei der Suche nach Produzenten in den USA fündig wurde, zog er nach New York City, um dort kleine Auftritte zu spielen. In dieser Zeit wurde Yoav durch sein Umfeld auch immer mehr von Electro-, Dance- sowie Clubmusic beeinflusst. Durch diese Veränderung entdeckte er auch einen Weg, rhythmischer und perkussiver Gitarre zu spielen. 2006 zog er wieder nach London, um dort weiter nach Labels zu suchen. Letztlich unterschrieb er bei Field Recordings. Sein Debütalbum erschien 2008 und konnte sich ebenso wie die Debütsingle Club Thing vor allem in der Schweiz und in Dänemark in den Charts platzieren. Im März 2010 veröffentlichte Yoav sein zweites Album A Foolproof Escape Plan, allerdings vorerst nur in Kanada und Dänemark. Yoav wurde im Frühjahr 2011 als Vorband für Katie Meluas Europatournee zu ihrem Album The House engagiert.

## Diskografie

### Alben
- 2008: Charmed & Strange
- 2010: A Foolproof Escape Plan
- 2012: Blood Vine
- 2018: Multiverse

### Singles
- 2008: Club Thing
- 2008: Beautiful Lie